# Bartholomäus Strobel
Bartholomäus Strobel zvaný Mladší (křestní jméno uváděno též Bartholomeus nebo Bartlomiej, pokřtěn 11. dubna 1591 Vratislav – po 1650, pravděpodobně Toruň) byl slezský barokní malíř německé národnosti, který působil v Praze, ve Slezsku a nakonec v Polsku, kam uprchl před třicetiletou válkou. Maloval portréty a náboženské malby.
Strobel pocházel z německé protestantské rodiny, jeho otec a učitel Bartholomäus Strobel Starší byl rovněž malíř. V roce 1610 je doloženo Strobelovo působení v Praze, kde v té době bylo při dvoře Rudolfa II. důležité centrum umění. Získal císařský patent („Freibrief“), který ho opravňoval působit kdekoli i bez dovolení místních cechů. Žil pak ve Vratislavi, kde se roku 1624 oženil s Magdalenou Mitwentzovou a spřátelil se s básníkem Martinem Opitzem. Ve 20. letech byl úspěšný a měl řadu vysoce postavených mecenášů. Třicetiletá válka a morová epidemie ho roku 1634 donutila prchnout z rodné Vratislavi do Polska. Působil v Gdaňsku, Toruni a Elblagu a maloval jak portréty měšťanů a šlechticů, tak i náboženské malby pro různé chrámy.
Již roku 1624 se Strobel ve Vratislavi setkal s budoucím králem Vladislavem IV. Vasou, a ten ho roku 1639 jmenoval dvorním malířem a mimo jiné od něho objednal Strobelovo nejslavnější dílo, jímž je rozměrná práce Herodova slavnost se stětím sv. Jana Křtitele (Prado, Madrid), skoro 10 metrů široké plátno.
Roku 1643 po těžké nemoci Strobel konvertoval ke katolicismu. Místo a datum jeho smrti se nedochovalo, naposledy je doložen v roce 1650.

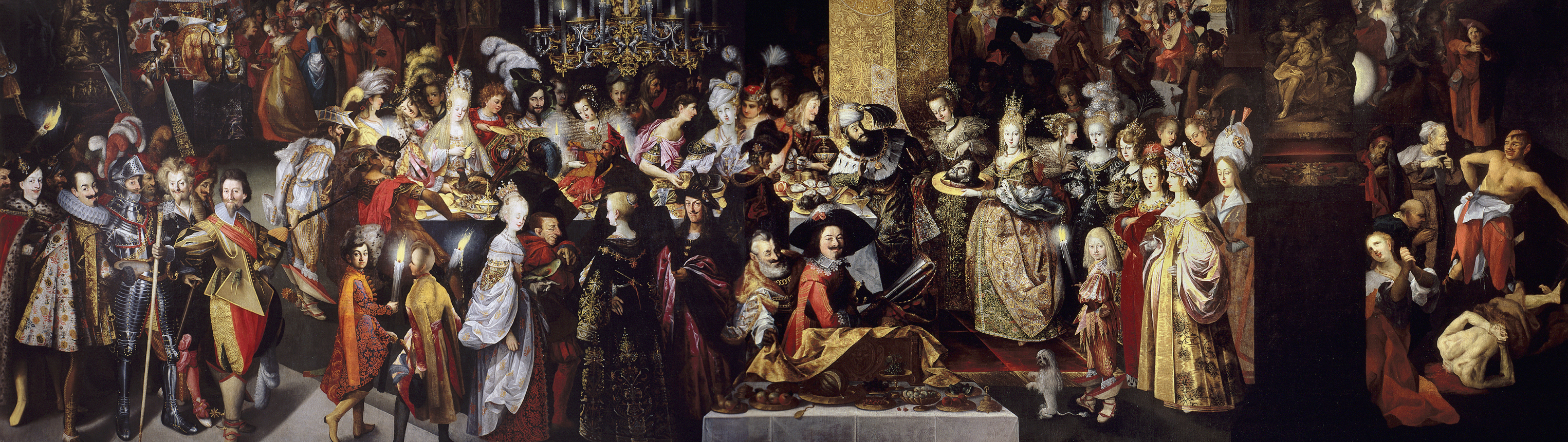
Bartholomäus Strobel: Herodova slavnost se stětím sv. Jana Křtitele, 30. léta 17. století, Prado